# Левин IV фон дер Шуленбург
Левин IV фон дер Шуленбург (на немски: Levin IV von der Schulenburg; * 1571; † 1614) е благородник от род фон дер Шуленбург, господар на Бетцендорф, Апенбург, Валслебен в Алтмарк в Саксония-Анхалт.
Той е най-големият син на Вернер XVII фон дер Шуленбург (1541 – 1581) и съпругата му Барта София фон Бартенслебен (1550 – 1606), дъщеря на Ханс фон Бартенслебен и Агнесе (Илза) фон Раутенберг. Внук е на Левин I фон дер Шуленбург (1510 – 1569).
Левин IV фон дер Шуленбург умира на 43 години през 1614 г. Син му Ахац II (1610 – 1680) е издигнат на фрайхер.

## Фамилия
Левин IV фон дер Шуленбург се жени на 26 февруари 1604 г. за Анна Мария фон Велтхайм (* 8 декември 1580, Деренбург; † 22 януари 1614, Бетцендорф), дъщеря на Ахац фон Велтхайм (1538 – 1588) и Маргарета фон Залдерн (1545 – 1615). Те имат 6 деца:
- Берта София фон дер Шуленбург (* сл. 1629), омъжена за Зигфрид (I) фон Залдерн, син на Якоб III фон Залдерн († 1602)
- Маргарета фон дер Шуленбург (1607 – 1636)
- Вернер XXI фон дер Шуленбург (* 1608)
- Ахац II фон дер Шуленбург (* 5 април 1610, Бетцендорф; † 25 юни 1680, Бетцендорф), фрайхер, женен за София Хедвиг фон Велтхайм (1607 – 1667)
- Левин фон дер Шуленбург (1611 – 1629)
- Ханс Георг I фон дер Шуленбург (* 15 февруари 1613, Бетцендорф; † 1 декември 1677, Тухайм), женен I. за Елизабет фон дер Асебург († 1668), II. 1671 г. за Катарина Елизабет фон Велтхайм.